# Bardo
Bardo — студийный инструментальный альбом группы «Аквариум» под псевдонимом «Русско-абиссинский оркестр», вышедший в 1997 году.

## История создания
История записи данного альбома началась в 1989 году когда кинорежиссёр Сергей Дебижев, старый друг Бориса Гребенщикова, попросил его написать музыку для своего нового фильма «Золотой сон». При этом Дебижев, абсолютно доверяя Борису, дал ему полный карт-бланш, и Аквариум оказался совершенно свободен в инструментарии, манере, фактуре музыки, в её количестве и стиле.
Фантазия БГ, по его словам, в этом направлении была совершенно раскована. Темы предстоящего альбома придумывались им по дороге в студию. Так и состоялась запись, которая через несколько лет вышла в свет под названием «Bardo. Русско-абиссинский оркестр».

Первая часть альбома была закончена в 1989 году, вторая часть — в начале 90-го.

Все песни, входящие в альбом «Bardo», были написаны в Петербурге — сначала, когда Аквариум работал для Сергея Дебижева, в Доме радио, потом на базе группы — в ДК связи. Тексты, сейчас вызывающие у критиков вопросы, рождались спонтанно. У БГ были какие-то ритмические и фонетические намётки, после того как была записана вся музыка, он просто вставал к микрофону, два или три раза слушал её, запоминая фразы, появляющиеся сами собой, и начинал их петь. После двух-трёх дублей делалась запись несколько секунд назад родившихся текстов — основного и сопровождающих голосов.
Борис Гребенщиков долго не знал, что с этой записью делать — то ли выпускать, то ли не выпускать; в итоге по инициативе Андрея Гаврилова последние штрихи к альбому были наложены в сентябре и декабре 1996 года и альбом был выпущен.

## Список композиций
1. Bar-do (2:21)
2. Sirakh Malatoy Tan / Skir Lametan (7:10)
3. Llar-A-Hlar (3:57)
4. Barndo (4:51)
5. Zarn Hlar (4:32)
6. Avalon Sunrise (6:45)
7. Aballon Sayo (4:15)
8. Zan (The Calling) (3:08)

## Факты
- «Русско-Абиссинский оркестр» является придуманным коллективом. Но у него существует своя история, согласно которой в этом коллективе нет ни одного живого человека и что это «анонимный полумонашеский состав, реализующий духовную музыку не самого известного плана[2]» из мира снов и духов. Также, согласно описанию Гребенщикова тексты песен этого коллектива имеют смысл, но не переводятся на человеческий язык и они имеют «прямое отношение к миру, определяющему жизнь той страны, в которой мы сейчас живём[2]», поэтому неизвестные сущности из потустороннего мира и вышли на связь с нашим миром.
- В фильме «Чёрная роза — эмблема печали, красная роза — эмблема любви» и на саундтреке к нему звучит музыка Русско-Абиссинского оркестра, и в титрах этого фильма названы имена двух сущностей, которые входят в оркестр:

Народную русско-абиссинскую музыку исполняет «Русско-абиссинский невидимый оркестр» под управлением Максима — с — клещами по прозвищу «04» и Непонятного
Также музыка оркестра звучит во многих фильмах Сергея Дебижева.
- В 2002 году вышел альбом «Переправа», в котором Гребенщиков совместно с Габриеллой Рот и группой «The mirrors» сделал своеобразный ремикс на альбом «Bardo».